# Конти, Паоло (итальянский футболист)
Паоло Конти (итал. Paolo Conti, 1 апреля 1950, Риччоне, Италия) — итальянский футболист, игравший на позиции вратаря. Известен по выступлениям за клуб «Рома», а также национальную сборную Италии. Обладатель Кубка Италии.

## Клубная карьера
Во взрослом футболе дебютировал в 1968 году выступлениями за команду клуба из родного города «Риччоне», в котором провёл два сезона, приняв участие в 65 матчах чемпионата.
С 1970 по 1973 год играл в составе команд клубов «Модена» и «Ареццо».
Своей игрой за последнюю команду привлёк внимание представителей тренерского штаба клуба «Рома», к составу которого присоединился в 1973 году. Сыграл за «волков» следующие семь сезонов своей игровой карьеры. Большую часть времени, проведённого в составе «Ромы», был основным голкипером команды. Отличался чрезвычайно высокой надежностью, пропуская в играх чемпионата в среднем меньше одного гола за матч. За это время завоевал титул обладателя Кубка Италии.
В течение 1980—1984 годов защищал цвета клубов «Верона», «Сампдория» и «Бари».
Завершил профессиональную игровую карьеру в клубе «Фиорентина», за команду которого выступал на протяжении 1984—1988 годов. В составе «фиалок» был резервным голкипером, за время своего пребывания в команде лишь дважды выходил в её составе на поле в матчах чемпионата.

## Выступления за сборные
В 1976 году привлекался к составу молодёжной сборной Италии. На молодёжном уровне сыграл в одном официальном матче.
В 1977 году дебютировал в официальных матчах в составе национальной сборной Италии. В течение карьеры в национальной команде, которая длилась всего 3 года, провёл в форме главной команды страны 7 матчей. В составе сборной в качестве резервного голкипера был участником чемпионата мира 1978 года в Аргентине.

## Титулы и достижения
- Обладатель Кубка Италии (1): «Рома»: 1979/1980